# Le Cours
Le Cours, en francés y oficialmente Ar C'hour en bretón, es una localidad y comuna francesa en la región administrativa de Bretaña, en el departamento de Morbihan. 

## Demografía
| 386 | 421 | 400 | 378 | 351 | 401 |
| Para los censos de 1962 a 1999 la población legal corresponde a la población sin duplicidades (Fuente: INSEE [Consultar]) |     |     |     |     |     |